# Chris O'Neal
Christopher Richard O'Neal (también llamado Chris O'Neal) (4 de abril de 1994) es un actor estadounidense. Recibió el honor de estar en la pantalla chica para Nickelodeon en la serie How to Rock que inició el 4 de febrero de 2012 y terminó el 8 de diciembre del mismo año. 
En How to Rock, Chris actuó como el mejor amigo de Kacey (Cymphonique Miller) y también el mejor amigo de Nelson (Noah Crawford) que juntos están en una banda llamada "Gravity 5". O'Neal es residente de Teaneck, Nueva Jersey y asistió a Teaneck High School y también en Teaneck Community Charter School. Él apareció en algunos comerciales de Saturday Night Live como él mismo y con otros actores reconocidos.
En el mismo año en que se estrenó el éxito How to Rock, Nickelodeon lo llamó, junto con Noah Crawford a protagonizar una serie de sketches y vídeos graciosos llamado You Gotta See This en donde conocieron a celebridades populares como One Direction, Big Time Rush, Miranda Cosgrove entre otros. El show fue concebido para 20 episodios, transmitiendo sólo 9 por baja audiencia. O'Neal, luego protagonizó la película original de Nickelodeon llamada Swindle, con Jennette McCurdy, Ariana Grande, Noah Crawford, Ciara Bravo y Noah Munck, entre otros, que salió al aire en septiembre de 2013.

## Filmografía
| Año  | Serie/Película     | Personaje      | Notas                                      |
| ---- | ------------------ | -------------- | ------------------------------------------ |
| 2012 | How to Rock        | Kevin Reed     | Coprotagonista, serie de TV Nickelodeon    |
| 2012 | You Gotta See This | Él mismo       | presentador, serie de TV Nickelodeon       |
| 2013 | Swindle            | Ben            | Coprotagonista, película de TV Nickelodeon |
| 2015 | K.C. Undercover    | River          | Episodio: "Víspera de aullidos"            |
| 2016 | Here We Go Again   | Kevin          | Episodio: "Second Time Around"             |
| 2017 | Greenhouse Academy | Daniel Hayward | Coprotagonista, serie de TV Netflix        |